# Mihklirahu
Mihklirahu est une île d'Estonie.